# Olivia de Montelongo
Olvia de Montelongo (Saltillo, 17 de janeiro de 1940-), é uma escritora mexicana reconhecida por seus poemas, ainda que também tem escrito contos e obras de teatro. Tem recebido prémios da Academia Mexicana das Artes e do Centro Mundial Pró-fortalecimento aos valores humanos entre outros.

## Biografia
Cursou literatura e criação literária na Casa do Lago durante os anos 70 e no Instituto Hispano Mexicano com o Dr. Raúl Cordeiro Amador e o prof. Adolfo Anguiano Valadés.

## Obras

### Conto
- Canto Verde, (1979).
- Litoral de Gaviotas, (1988).
- De siempre y entonces, (1993).

### Poesia
- El alma y las uvas de nostalgia, (1978).
- Los círculos rojos, (1981).
- Diálogos con Sor Juana, (1984).

### Teatro
- Teatromanía, (1979).
- La Herencia, (1987).